# Зграда Општинског суда у Врању
Зграда Општинског суда у Врању представља непокретно културно добро као споменик културе Републике Србије.

## Изградња
Зграда, која се налази на углу улица Матије Губца, Народног хероја и Краља Милана, подигнута је 1907. године по пројекту архитекте Светозара Јовановића за смештај Окружног суда града. Карактеристичан је за еклектичку архитектуру.
Пројектована је као зграда која се састоји од једног приземља, са асиметричним крилима у односу на угао ; после Другог светског рата призидан му је спрат. У спољашњој архитектури доминирају утицаји из неоренесансног стила, који се огледају у пропорцијама екстеријера и у декорацији фасаде венцима, троугластим тимпанонима и слепим балустерима на поткровљу. Након доградње спрата, главни улаз је померен на угаону фасаду где се налазе и предворје и степениште, супротно првобитном пројекту.